# Хърватска редакция на старобългарския език
Хърватската редакция на старобългарския език е най-важната и оригинална измежду дефинираните книжовно и отчетливо пет общо. 
Оставила дълбоки следи с книжовната си глаголическа традиция на т.нар. ъглеста глаголица. Най-старите паметници, представители на хърватската редакция на старобългарския език, са писани с кръгла глаголица, а едва по-късно се оформя т.нар. хърватска ъглеста глаголица. Характерно за тази редакция е липсата на ą и ę, замествани съответно с o и u, както и различните рефлекси на праславянските *tj, *dj.
За начало на хърватската глаголическа традиция се сочи датата 18 март 1248 г., когато папа Инокентий IV изпраща от Лион послание до епископа на Сенския диоцез (част от Загребската архиепископия), с което благославя извършването на славянско богослужение в този диоцез.  Териториалното разпространение на хърватската глаголическа традиция обхваща Истрия, Далмация и във вътрешността Лика. 
Със сигурност хърватската глаголическа книжовна традиция търпи пряко влияние от Чехия. И в трите известни оригинални хърватски глаголически бревиари се среща службата или се споменава паметта на чешкия светец Вацлав. Присъствието в бревиарите на Вацлав е сигурна податка за дейността на хървати-глаголаши в Емауския манастир в Прага по времето на Карл IV. От друга страна върху хърватската книжовна традиция влияние оказва и балканската книжовна православна такава, най-вече съседната ѝ сръбска.  Независимо от тези влияния, хърватската глаголическа традиция, със своята книжовна школа, е в основата на Slavia Romana. 